# Celestino Barallat y Falguera
Celestino Barallat y Falguera (Barcelona, 1840-Barcelona, 1905) fue un abogado y escritor español.

## Comienzos

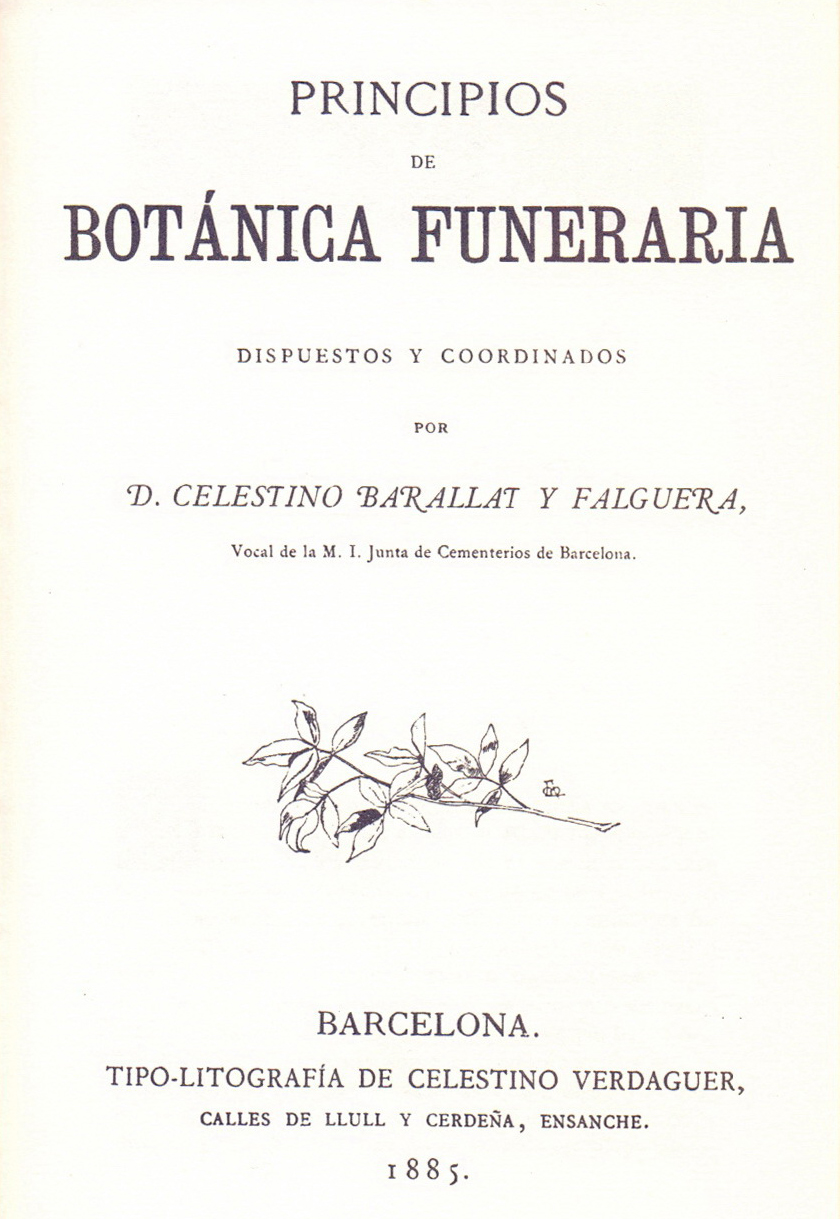
Principios de botánica funeraria (1885)

Nació en Barcelona en 1840. Su abuelo materno, su tío (Félix Maria Falguera) y su padre (Marià Barallat) eran notarios por lo tanto estaba predestinado a ejercer en el terreno del derecho. A la edad de diez años ya han muerto tres de sus seis hermanos. 
Su infancia y juventud están marcadas por su interés en la poesía, la naturaleza, el excursionismo y la espiritualidad. Estudió en el colegio de Cándido Artiga y posteriormente en el Instituto Provincial de Barcelona (situado en la Universidad Literaria). Obtiene un resultado de sobresaliente en su título de bachiller delante de un tribunal de excepción: Joan Cortada (historia universal), Josep Lluís Pons y Gallarza (retórica y poética) y Antonio Bergnes de las Casas (griego).
Fue miembro numerario de la Real Academia de las Buenas Letras.
Prosigue con sus estudios universitarios de derecho civil y canónico, licenciándose el 6 de julio de 1862. Es durante su formación que establece relación con personajes relevantes de la época: Francesc Pelagi Briz, Francesc Miquel y Badia, Joseph d'Argullol y Serra, los hermanos Francesc y Marià de Sales Maspons i Labrós.
Barallat, que estuvo afiliado al Partido Conservador y que ejerció como regidor del ayuntamiento de Barcelona (1875-1877), falleció el 2 de noviembre de 1905.

## Obras
Escribió artículos para el Diario de Barcelona, Lo Gai Saber, La Renaixensa y Calendari Català. 
Traducción al catalán de la oda "I Troubaire Catalan" de Mistral (1861), y al castellano poemas de Horacio, "Mireio" (1868) de Mistral, y "Lohengrin" (1882) de Wagner. En 1905, La Ilustració Catalana publicó dos traducciones al catalán de Barallat: la Oda als trobadors catalans y el Himne Cretense, ambas de Mistral.